# Mirza Khalil Beg
Mirza Khalil Beg (anche noto come Sultano Khalil, persiano: سلطان خلیل; circa 1441 – Khoy, 15 giugno 1478) è stato un sultano dell'Impero Ak Koyunlu, figlio ed erede di Uzun Hassan.

## Biografia
Khalil Mirza era figlio del sovrano Ak Koyunlu Uzun Hassan. Sua madre era Seljuk Shah Khatun, una delle quattro consorti del padre. Nacque intorno al 1441 e aveva due fratelli minori di sangue, Yaqub Beg e Yusuf Beg.  
Durante il regno del padre, venne incaricato del governo della Persia. Alla morte del padre, il 6 gennaio 1478, si proclamò sultano e iniziò una sanguinosa guerra civile coi suoi fratelli, fratellastri e zii, che reclamavano a loro volta il trono. Khalil esiliò i suoi fratelli di sangue e giustiziò il suo fratellastro Maqsud Beg, figlio di Teodora Despina Khatun. Dopo aver sconfitto anche suo zio, Murad Beg, fu a sua volta sconfitto da suo fratello Yaqub. Proclamatosi nuovo sultano, Yaqub giustiziò Khalil il 15 giugno 1478.  
Un altro fratellastro, Ughurlu Muhammad, figlio di Jan Khatun, dopo aver fallito nel prendere il trono, fuggì a Costantinopoli, dove fu accolto dal sultano ottomano Mehmed II e ne sposò la figlia Gevherhan Hatun. Ughurlu Muhammad morì in battaglia nel 1477, mentre cercava nuovamente di conquistare il trono col supporto di Mehmed, ma il figlio che ebbe da Gevherhan, Ahmad Beg, che aveva sposato sua cugina Aynişah Sultan (figlia di Bayezid II, figlio di Mehmed II), riuscì effettivamente a divenire sultano di Ak Koyunlu, anche se morì meno di un anno dopo, anche lui durante la guerra civile con i suoi parenti. Dopo la morte di Ahmad, Ak Koyunlu iniziò a sfaldarsi, fino a essere annesso all'Impero Ottomano.

## Famiglia
Khalil Mirza aveva una consorte, da cui ebbe due figli:
- Ebul Meali Ali Mirza Beg
- Elvend Mirza Beg